# 莫約加爾帕

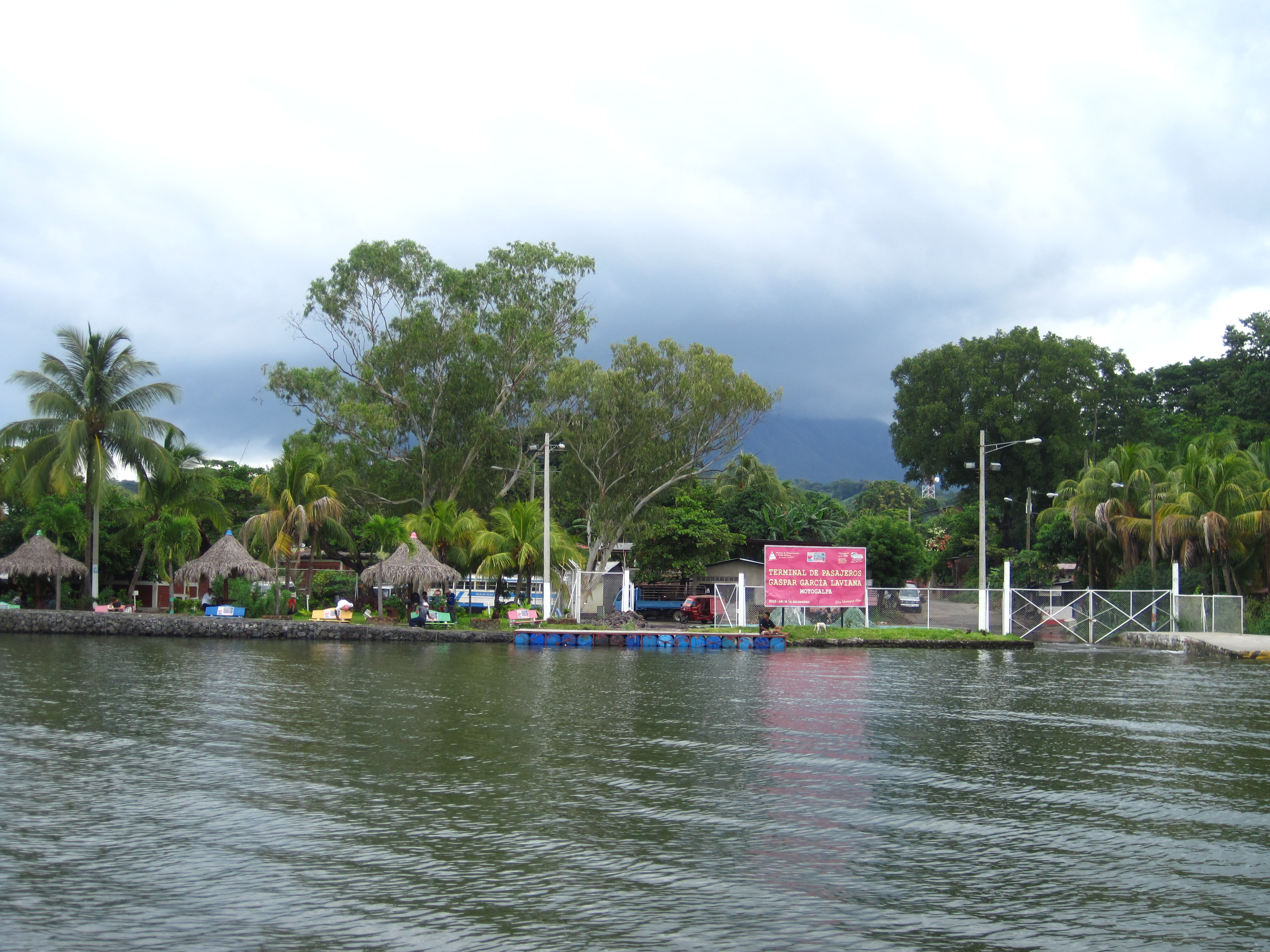
莫約加爾帕

莫約加爾帕（西班牙語：Moyogalpa），是尼加拉瓜的城鎮，位於該國西南部，由里瓦斯省負責管轄，面積66平方公里，海拔高度65米，2012年人口11,567，人口密度每平方公里175.26人。
11°32′N 85°42′W / 11.533°N 85.700°W